# Bocaiúva (kommun)
Bocaiúva är en kommun i Brasilien.   Den ligger i delstaten Minas Gerais, i den sydöstra delen av landet, 500 km öster om huvudstaden Brasília. Antalet invånare är 46 595. Arean är 3 233 kvadratkilometer.
Terrängen i Bocaiúva är kuperad.
Följande samhällen finns i Bocaiúva:
- Bocaiúva

Omgivningarna runt Bocaiúva är huvudsakligen savann. Runt Bocaiúva är det mycket glesbefolkat, med 2 invånare per kvadratkilometer.